# Lars Erslev Andersen
Lars Erslev Andersen (født 10. maj 1956 i Haderslev) er en dansk terror- og mellemøstforsker.
Lars Erslev Andersen har en kandidatuddannelse i idéhistorie fra Aarhus Universitet i 1986, suppleret med mellemøststudier ved Odense Universitet i 1992.
Efter sin kandidateksamen blev han ansat som undervisningassistent ved Aarhus Universitet, hvorefter han blev kandidatstipendiat ved universitetets Institut for Idéhistorie. Frem til 1989 var han desuden tilknyttet Universitetet i Oslos afdeling for idéhistorie. I 1991 blev han videnskabelig medarbejder ved Center for Mellemøststudier ved Odense Universitet, og han blev i 1996 leder af centret. Fra 1996 til 2007 fungerede han som lektor ved centret. Siden 2008 har han været leder af enheden for politisk vold, terrorisme og radikalisering ved Dansk Institut for Internationale Studier (DIIS).
1993-2002 var han fagkonsulent på Den Store Danske Encyklopædi, hvor han beskæftigede sig med Mellemøstens geografi. Fra 1995 til 1997 var han medlem af Statens Humanistiske Forskningsråd.

## Publikationer (uddrag)
- (2021) Oprør og alliancer : Mellemøsten efter det arabiske forår.
- (2020) No Future for the Palestinians in Lebanon: Power Sharing, Political Stagnancy and Securitisation of (Palestinian) Migration. i: "Cosmopolitanism, Migration and Universal Human Rights." Cham, Switzerland (Springer Nature)
- (2020) The Geopolitical Implications of China's Presence in the MENA Region. i: Lars Erslev Andersen & Camille Lons: "The Role of China in the Middle East and North Africa (MENA)". Beyond Economic Interests?. Barcelona: IEMed - European Institute of the Mediterranean
- (2019) The Desire for Order : A theoretical approach to (World) Order. DIIS Working Paper
- (2017) The Locals Strike Back : The Anbar Awakening in Iraq and the Rise of Islamic State. London (Palgrave Macmillan)
- (2007) Nye Kolde Krige i Mellemøsten. USA's mellemøststrategi, situationen i Golfen og forandringer i den arabiske offentlighed. (Syddansk Universitetsforlag)
- (2007) Innocence Lost (University Press of Southern Denmark)
- (2006) Den Tabte Uskyld (Syddansk Universitetsforlag)